# Byesville
Byesville é uma vila localizada no estado norte-americano de Ohio, no Condado de Guernsey.

## Demografia
Segundo o censo norte-americano de 2000, a sua população era de 2574 habitantes. 
Em 2006, foi estimada uma população de 2572, um decréscimo de 2 (-0.1%).

## Geografia
De acordo com o United States Census Bureau tem uma área de 2,5 km², dos quais 2,5 km² cobertos por terra e 0,0 km² cobertos por água. Byesville localiza-se a aproximadamente 250 m acima do nível do mar.

## Localidades na vizinhança
O diagrama seguinte representa as localidades num raio de 12 km ao redor de Byesville. 